# Niek van der Schaft
Nicolaas (Niek) van der Schaft (Hof van Delft, 12 april 1893 – ?, ca. 1979) was een Nederlands beeldhouwer. Hij wordt ook vermeld als Nic. van der Schaft.

## Leven en werk
Van der Schaft was een zoon van Nicolaas van der Schaft en Antonia Charlotta Theodora Vermeulen. Hij werd opgeleid aan de Kunstnijverheidsschool Quellinus in Amsterdam, als leerling van Willem Retera, op wiens atelier hij enige tijd werkte. Hij was vanaf 1919 assistent van Arend Odé aan de Technische Hogeschool in Delft. Van der Schaft trouwde in 1921 met de Zeeuwse Maria Pieternella Johanna (Nel) de Munck, waarna hij zich in Middelburg vestigde. Zij woonden later in Utrecht en Rijswijk en kregen vier kinderen.
Van der Schaft was van 1930 tot 1949 als Rijksbeeldhouwer in dienst bij het Rijksbureau voor de Monumentenzorg. De Rijksdienst voor het Cultureel Erfgoed bezit nog een collectie bouwstenen verzameld door Van der Schaft. Hij werkte onder meer aan kerkgebouwen en stadhuizen. Hij ontwierp een doopvont, dat in 1962 werd geschonken aan de Sint-Jacobskerk en werd gebruikt bij de doop van prins Willem-Alexander (1967) en prinses Amalia (2004). Van der Schaft was lid van de Haagsche Schetsclub, waarmee hij ook exposeerde.

## Werken (selectie)
- 1919-1936 gevelbeelden (onder andere Karel de Grote), pinakels e.d. aan de Choertoren en de gevel van het stadhuis van Middelburg
- 1920-1945 kapitelen voor de Sint-Janskerk (Gouda)
- 1922 kapitelen in het schip van de Nieuwe Kerk (Delft)
- 1926 pinakels e.d. aan de toren van de Nieuwe Kerk (Delft)
- 1927 baldakijnen aan de toren van de Hervormde kerk in Elst
- 1932 medaillons voor toren van de Sint-Martinuskerk (Woudrichem)
- 1932-1933 wapenleeuwen en baldakijnen stadhuis van Veere
- 1936 burgemeester Huizingabank, met portretplaquette van Johannes Huizinga, Terneuzen
- 1936 stadswapen stadhuis van Bergen op Zoom
- 1938 gargouilles en pinakels voor de toren van de Cunerakerk (Rhenen)
- 1941 beeld van Sint Maarten voor het stadhuis van Doesburg
- 1943 ornamenten voor de Martinitoren in Groningen
- 1946 monument voor de gevallen Urkers, Urk. In samenwerking met architect Philip Bolt.[5]
- 1962 doopvont voor de Grote of Sint-Jacobskerk (Den Haag)

## Galerij

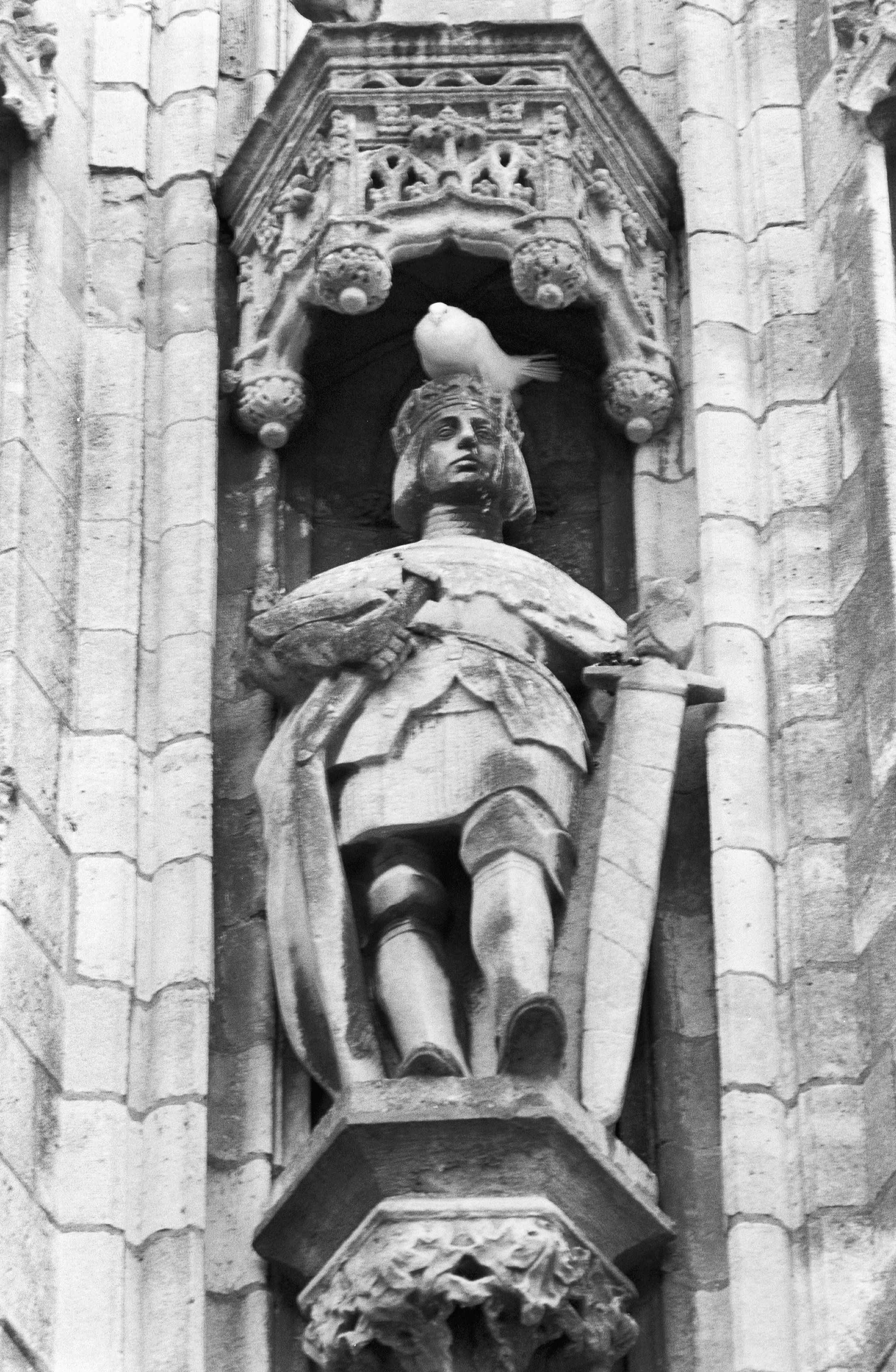
Karel de Grote (1920)
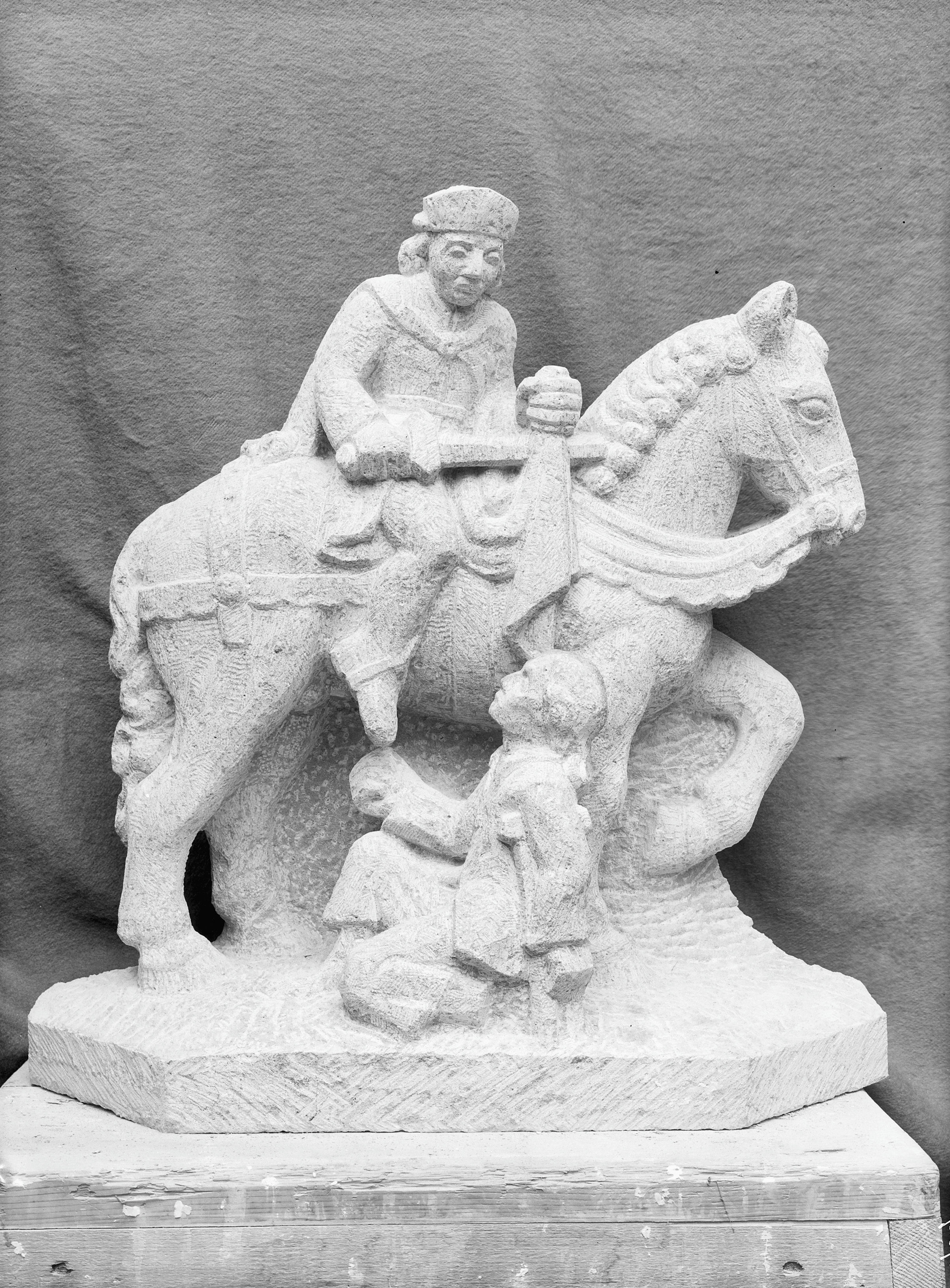
Sint Maarten (1941)
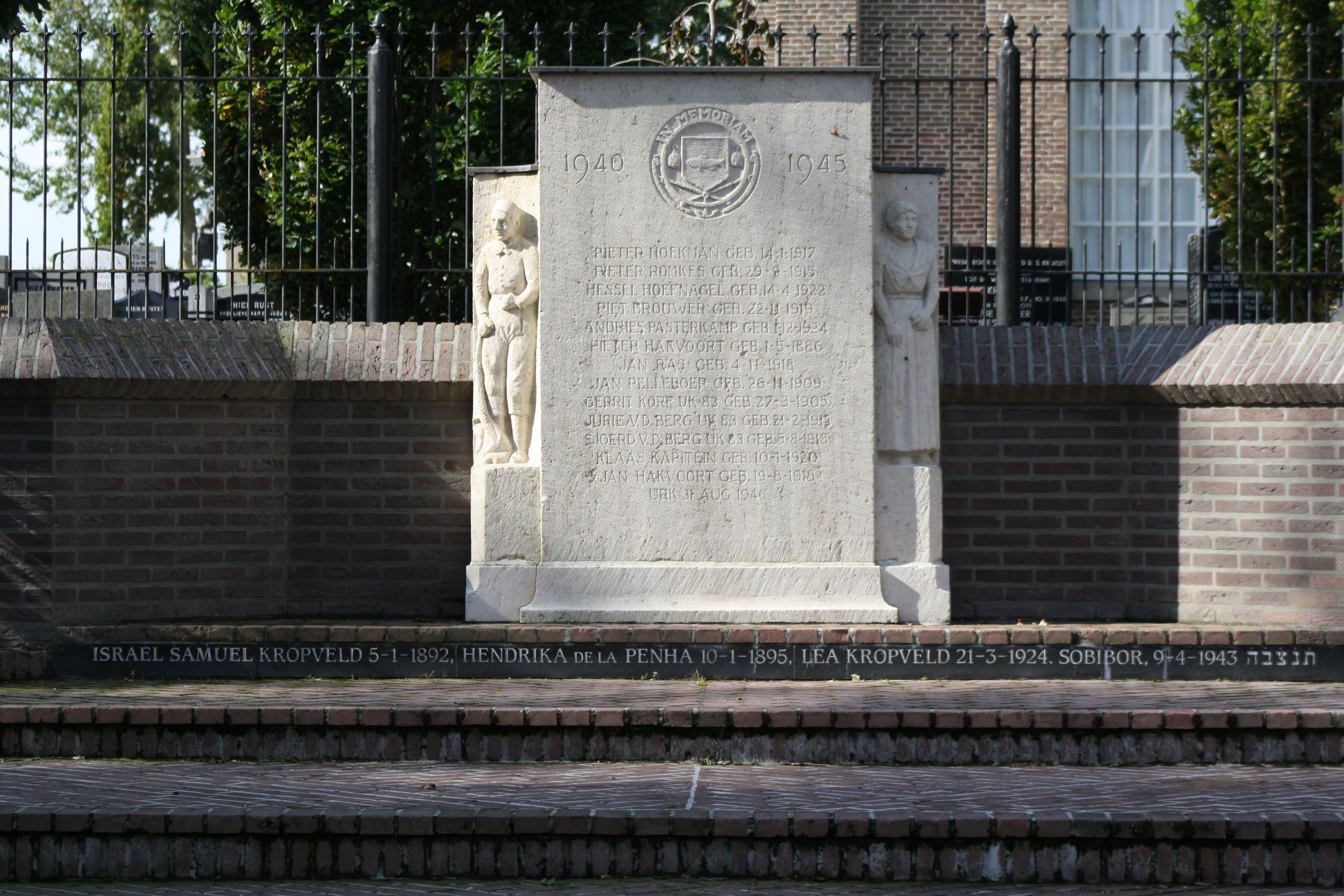
monument voor de gevallen Urkers (1946)

- RKD-Nederlands Instituut voor Kunstgeschiedenis: 286186